# Pieve di Cadore
Pieve di Cadore es una localidad de 3.833 habitantes de la provincia de Belluno, en el Véneto (Italia). En ella nació el pintor Tiziano.

## Evolución demográfica
| Gráfica de evolución demográfica de Pieve di Cadore entre 1861 y 2001 |
|                                                                       |
| Fuente ISTAT - elaboración gráfica de Wikipedia                       |